# مسجد حاج فرامرز اسدی
مسجد حاج فرامرز اسدی
مسجد حاج فرامرز اسدی از قدیمی‌ترین مساجد تاریخی- اسلامی استان ایلام محسوب می‌شود که در مرکز شهر ارکواز ملکشاهی واقع است.

## تاریخچه بنا
این مسجد در مرکز شهر ارکواز ملکشاهی به سال ۱۳۳۲ هجری قمری مطابق با ۱۲۹۲ خورشیدی به فرمان عالیجاه افتخار الحاج توشمال فرامرز اسدی ریاست ایل ملکشاهی و حاکم پشتکوه (استان ایلام امروزی) و توسط استادکاران اصفهانی ساخته شده‌است. این مسجد اولین مسجد ساخته شده در استان ایلام محسوب می‌شود. این مسجد علاوه بر نام مسجد حاج فرامرز اسدی به نام مسجد مقدس رسول الله نیز شناخته می‌شود.

## مشخصات بنا
سبک بنا به سبک مساجد دوره صفویه شباهت دارد و دارای یکی از زیباترین طاق‌های گنبدی شکل است. این مسجد دارای پنجره‌های طاقی شکل برای تهویه و جریان هوا در درون مسجد و خنک نگه داشتن فضای مسجد در فصول گرما است.

حاج فرامرز اسدی ریاست ایل ملکشاهی بانی مسجد حاج فرامرز اسدی